# Jenő Fuchs

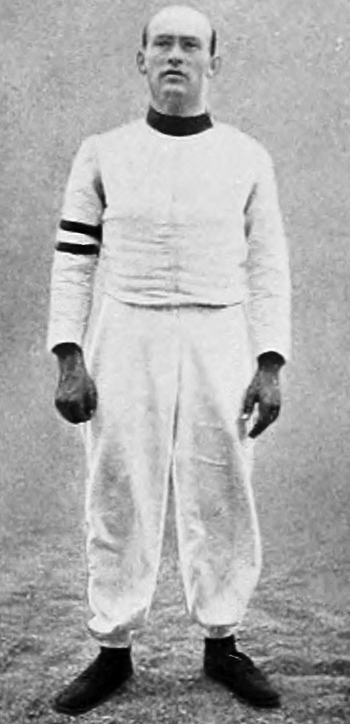
Jenő Fuchs bei den Olympischen Sommerspielen 1912

Jenő Fuchs (auch Eugen Fuchs; * 29. Oktober 1882 in Budapest, Österreich-Ungarn; † 14. März 1955 in Budapest, Ungarn) war ein ungarischer Fechter.
Jenő Fuchs war promovierter Jurist und Rechtsanwalt. Er gewann insgesamt vier Goldmedaillen bei Olympischen Spielen im Säbelfechten. Sowohl bei den Spielen 1908 in London, als auch vier Jahre später bei den Sommerspielen 1912 in Stockholm gewann er im Einzel und auch mit der ungarischen Säbelmannschaft. Er hatte nie irgendeinem Fechtclub angehört.
1982 anlässlich seines 100. Geburtstages wurde er posthum in die International Jewish Sports Hall of Fame aufgenommen.